# Hjaltadans

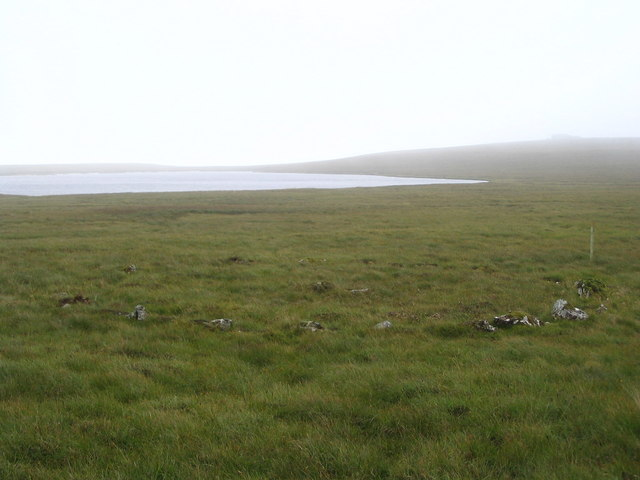
Der Steinkreis Hjaltadans

Hjaltadans, auch Hyltadance, Haltadans oder Fairy ring (deutsch: Feenring) genannt, ist ein Steinkreis bei Houbie, nördlich von Skutes Water auf der schottischen Shetlandinsel Fetlar.
Der schwer auffindbare Steinkreis hat etwa 11,0 Meter Durchmesser und wird aus 38 Steinen gebildet, von denen sich 22 noch in situ befinden. Im Steinkreis befindet sich ein Erdwall von 7,9 Meter Durchmesser, mit einer 1,5 Meter breiten Lücke im Südwesten. In der Mitte befinden sich zwei Menhire.
Laut Jákup Jakobsen (1864–1918), bedeutet Haltadans (deutsch „Lahme oder hinkende Tänzer“). Dies ist ein Verweis auf die Legende, dass der Steinkreis einst ein Kreis tanzender Trolle war und die beiden Felsen in der Mitte, ein Geiger und seine Frau. Sie hatten die ganze Nacht getanzt und wurden bei Sonnenaufgang versteinert.